# جون لوسون
جون لوسون (بالإنجليزية: John Lawson)‏ (3 فبراير 1925 بيورك في المملكة المتحدة - 1990) هو لاعب كرة قدم بريطاني (وحمل سابقاً جنسية المملكة المتحدة لبريطانيا العظمى وأيرلندا) في مركز جناح ‏. لعب مع نادي يورك سيتي ونادي سكاربورو.

## وصلات خارجية
- جون لوسون على موقع قاعدة بيانات كرة القدم.إي يو (الإنجليزية)